# Perm Airlines
Perm Airlines (em russo: Пермские авиалинии) era uma companhia aérea russa com sede em Perm. Operava serviços domésticos e internacionais regulares e fretados na Rússia e na CEI. Sua base principal era o Aeroporto Bolshoye Savino.

## História
A companhia aérea foi fundada e iniciou suas operações em 1968. Foi fundada a partir da divisão de Perm da Aeroflot (Ural RCAD).
A Perm Airlines teve sua licença revogada em 16 de maio de 2009.

## Frota

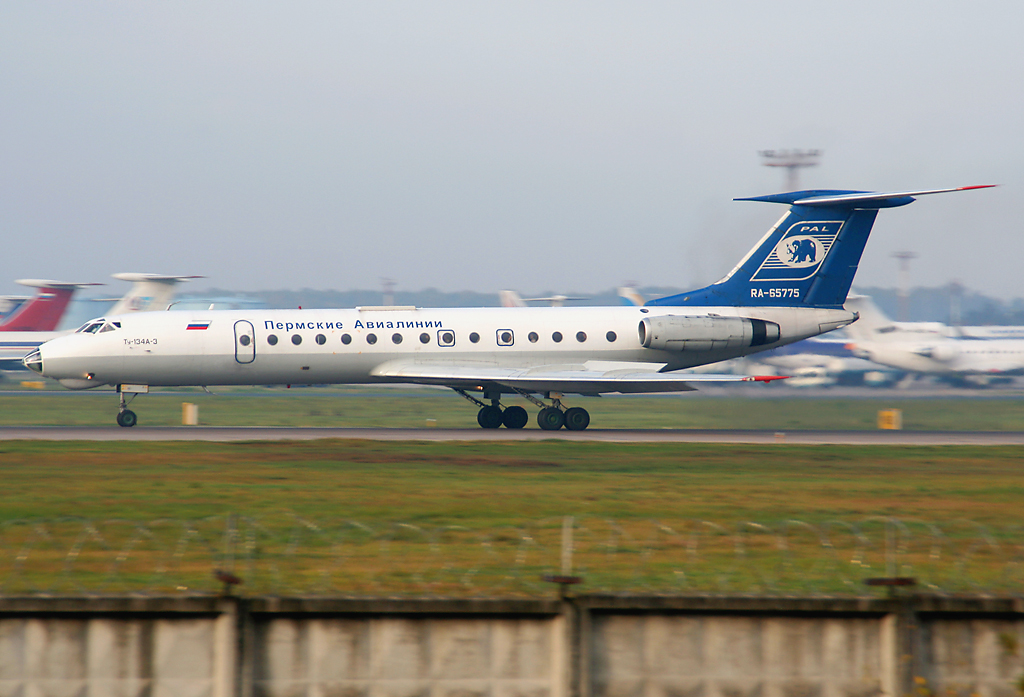
Um Tupolev Tu-134 da Perm Airlines

A frota da Perm Airlines consistia nas seguintes aeronaves:
| Aeronaves      | Total | Notas |
| -------------- | ----- | ----- |
| Tupolev Tu-204 | 2     |       |
| Total          | 2     |       |

A frota da Perm Airlines também consistiu nas seguintes aeronaves:
- Antonov An-24
- Antonov An-26
- Mil Mi-8T
- Tupolev Tu-134A
- Tupolev Tu-154B2
- Tupolev Tu-154M
- Yakovlev Yak-40